# Балибар, Жанна
Жанна Балибар (фр. Jeanne Balibar; род. 13 апреля 1968, Париж) — французская актриса и певица.

## Биография
Родилась 13 апреля 1968 года в Париже.
Дочь физика Франсуазы Балибар и философа-марксиста Этьена Балибара. Окончила лицей Генриха IV, в 1987 поступила в Эколь Нормаль. Затем три года училась в Высшей национальной консерватории драматического искусства. По окончании была принята в труппу Комеди Франсез.
Состояла в браке с Матьё Амальриком, которому родила двоих сыновей, затем — с писателем Пьером Альфери и с музыкантом Филиппом Катрин.
С конца 1990-х выступает также как певица, в том числе в фильмах (Бал актрис и др.). Записала два диска, о её концертных выступлениях снят документальный фильм Педру Кошты Ne change rien.

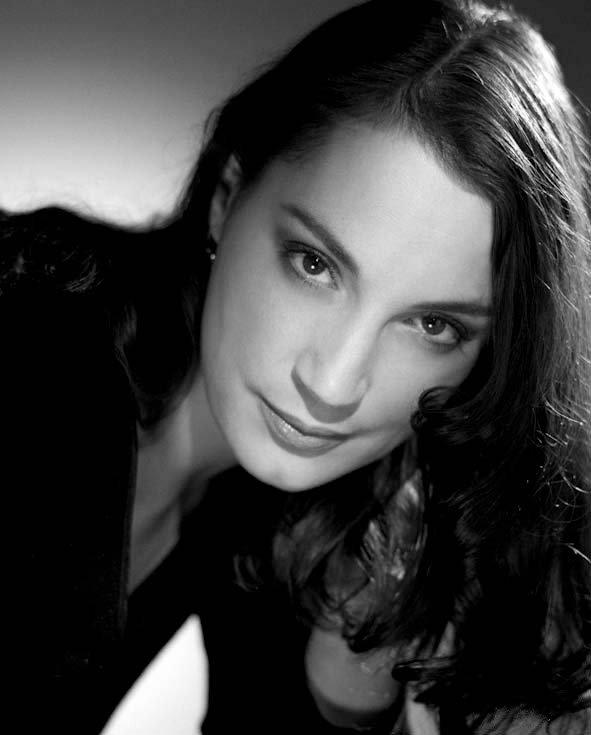
Фотостудия Harcourt, Париж, 1998 год

## Театральные роли
- 1991 : Гийом Аполлинер Гниющий чародей
- 1992: Мольер Брак поневоле
- 1994 : Мольер Дон Жуан, Авиньонский фестиваль
- 1994 : Жорж Шеаде Господин Бобль
- 1995 : Маргерит Дюрас Le Square
- 1995 : Жан Жене Служанки
- 1996 : Корнель Клитандр
- 1997 : Шекспир Макбет
- 1998 : Клейст Пентесилея
- 2003 : Чехов Дядя Ваня
- 2003 : Поль Клодель Атласный башмачок, режиссёр Оливье Пи
- 2003 : Толстой Живой труп
- 2005 : Станислав Лем Солярис, режиссёр Мартин Вуттке
- 2006 : Оффенбах Перикола
- 2008 : Борис Шармац Больная танцовщица (по мотивам танца буто)
- 2008 : Софокл Электра, читка на Авиньонском фестивале
- 2009 : Клодель Атласный башмачок, режиссёр Оливье Пи
- 2010 : Чехов Вишневый сад
- 2012 : Дюма Дама с камелиями, режиссёр Франк Касторф

## Фильмография
- 1992 : La Sentinelle (Арно Деплешен)
- 1996 : Как я обсуждал... (мою сексуальную жизнь) (Арно Деплешен, номинация на премию «Сезар» самой многообещающей актрисе)
- 1997 : Mange ta soupe (Матьё Амальрик)
- 1997 : Любовь приводит меня в ужас (Лоранс Феррейра Барбоза, номинация на премию «Сезар» самой многообещающей актрисе)
- 1998 : Dieu seul me voit (Брюно Полидалес, премия за лучшую женскую роль на МКФ в Фессалониках)
- 1998 : Конец августа, начало сентября (Оливье Ассаяс, «Серебряная раковина лучшей актрисе» на Себастьянском МКФ)
- 1999 : Три моста на реке (Жан-Клод Бьетт)
- 2000 : Маркиз де Сад (Бенуа Жако)
- 2001 : Комедия невинности (Рауль Руис)
- 2001 : Кто знает (Жак Риветт)
- 2002 : Уимблдонский стадион (Матьё Амальрик)
- 2002 : 17 раз Сесиль Кассар (Кристоф Оноре)
- 2003 : Все эти прекрасные обещания (Жан-Поль Сиверак, премия Жана Виго)
- 2004 : Код 46 (Майкл Уинтерботтом)
- 2004 : Очищение (Оливье Ассаяс)
- 2005 : Проклятые короли (Жозе Дайян, телевизионный)
- 2005 : Ne change rien (Педру Кошта, короткометражный)
- 2006 : Noise (Оливье Ассаяс, документальный)
- 2007 : Не прикасайся к топору (Жак Риветт)
- 2007 : Зачарованные танцем (Ален Берлинер)
- 2008 : Саган (Диан Кюри, номинация на премию Сезар за лучшую роль актрисы второго плана)
- 2008 : Девушка из Монако (Анн Фонтен)
- 2009 : Идиот (Пьер Леон, в роли Настасьи Филипповны)
- 2009 : Бал актрис (Майвенн Ле Беско)
- 2009 : Умереть от любви (Жозе Дайян)
- 2010 : В возрасте Эллен (Пиа Маре)
- 2010 : Ne change rien (Педру Кошта, документальный)
- 2013 : Par exemple, Électre (Жанна Балибар, Пьер Леон)
- 2013 : Туннель (Доминик Молль)
- 2014 : Принцесса Монако (Оливье Даан)
- 2017 : Барбара (Матье Амальрик)
- 2018 : Холодная война (Павел Павликовский)
- 2019 : Отверженные (Ладж Ли)
- 2021 : Поэтому мы танцуем (Алин)
- 2021 : Утраченные иллюзии (маркиза д'Эспар)

## Дискография
- Paramour (2003)
- Slalom Dame (2006)

## Признание
Член жюри Венецианского МКФ (2001) и Каннского МКФ (2008).